# Fusigonalia obtecta
Fusigonalia obtecta är en insektsart som beskrevs av Victor Antoine Signoret 1855. Fusigonalia obtecta ingår i släktet Fusigonalia och familjen dvärgstritar. Inga underarter finns listade i Catalogue of Life.